# Мориссен
Мориссен (нем. Morissen) — деревня и бывшая коммуна в Швейцарии, в кантоне Граубюнден.
1 января 2013 года вместе с коммунами Кумбель, Деген, Лумбрайн, Сурауа, Виньонь, Велла и Врин вошла в состав новой коммуны Лумнеция.
Входит в состав региона Сурсельва (до 2015 года входила в округ Сурсельва).
Население составляет 236 человек (на 31 декабря 2006 года). Официальный код — 3596.

## Фотографии

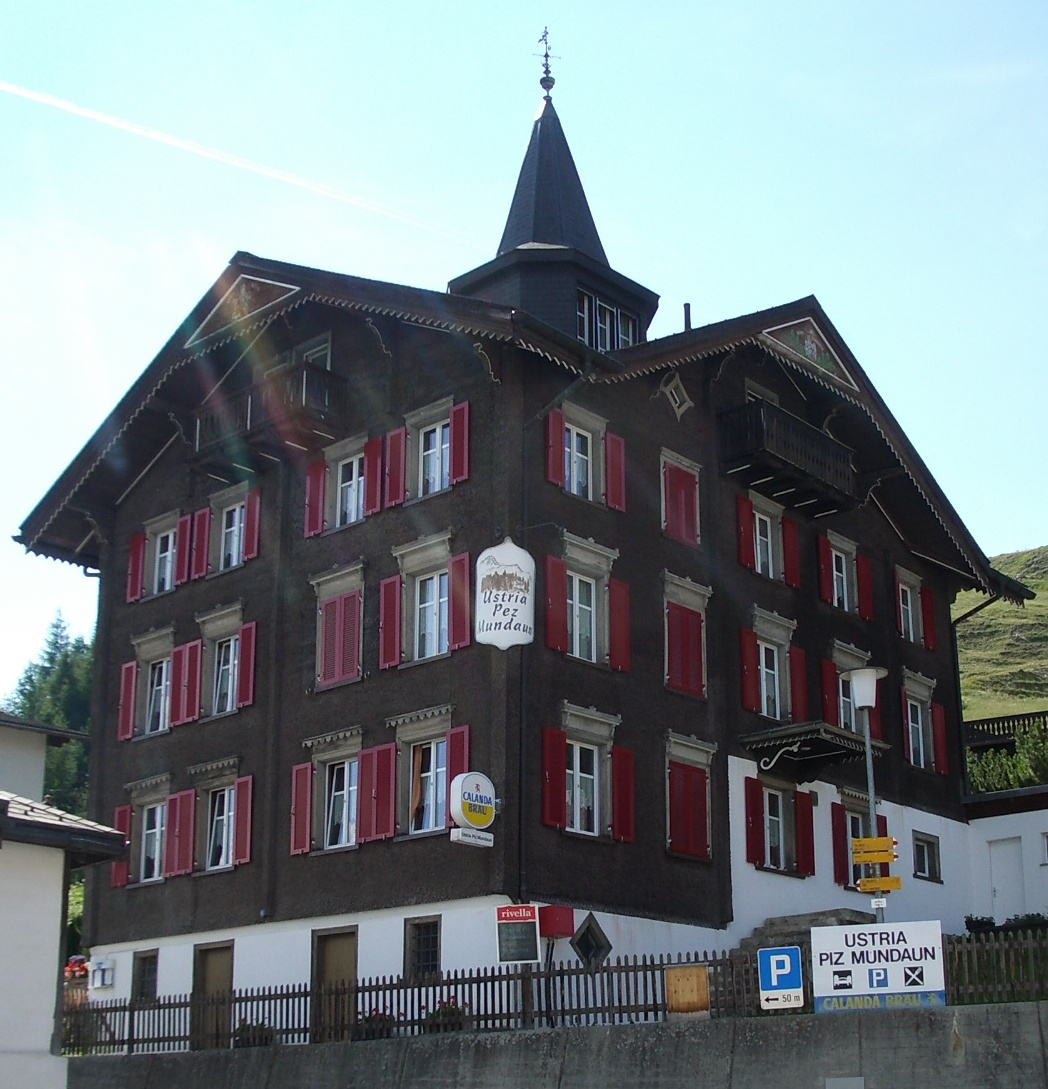
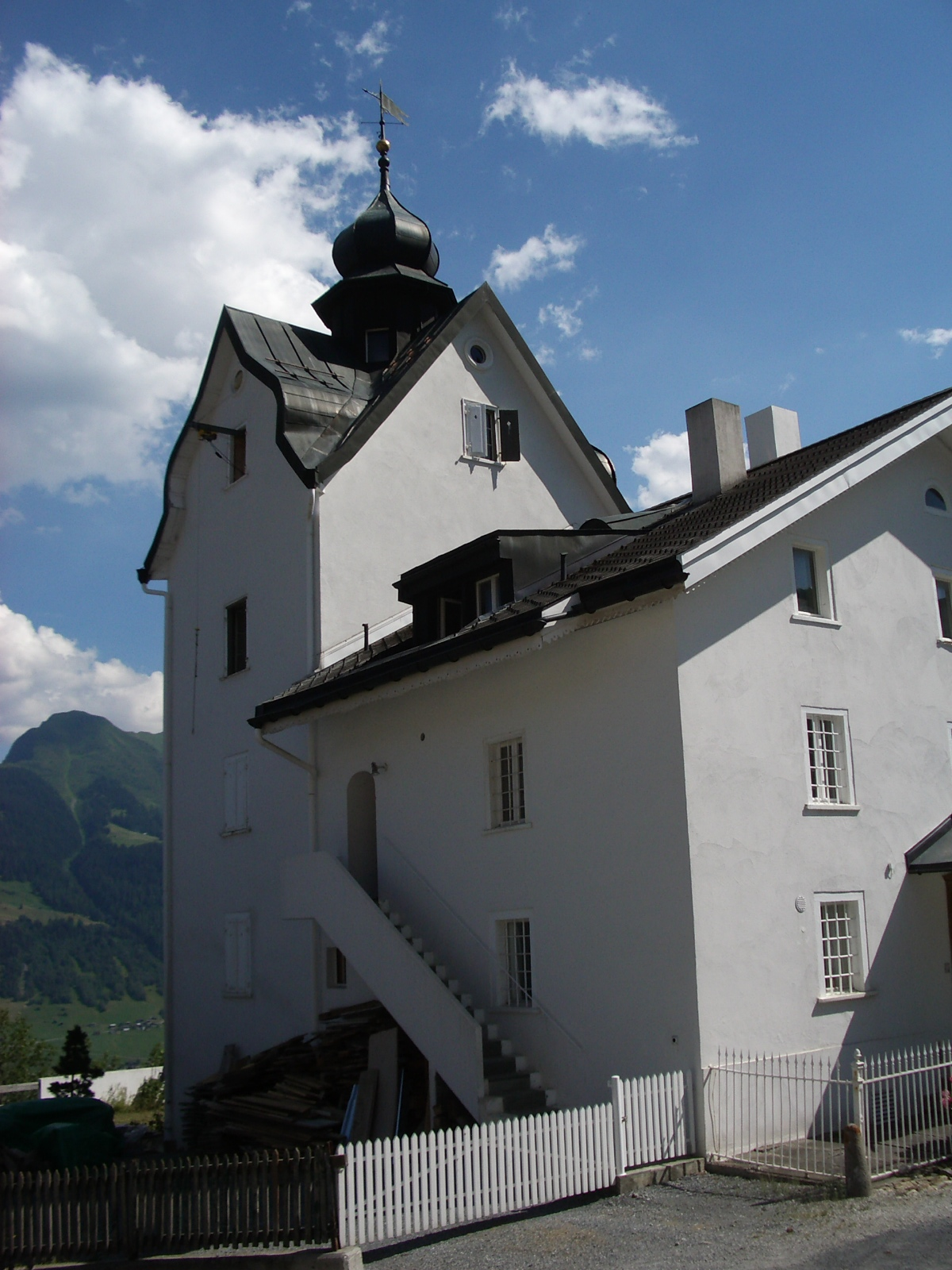
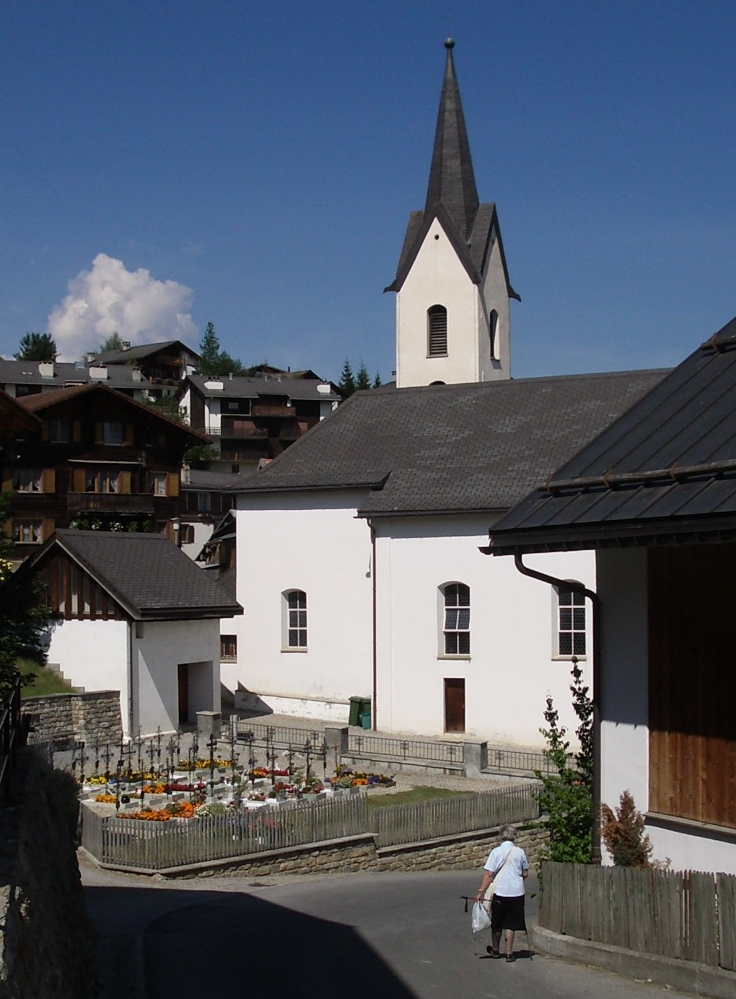
Церковь